# Wypadówka
Wypadówka:

- podczas II wojny światowej w okresie okupacji niemieckiej ziem polskich oznaczała ciężarówkę z policją i esesmanami wyjeżdżającą do nagłych akcji, aresztowań lub łapanek[1].
- w nazewnictwie Polskiej Partii Robotniczej oznaczała przypadkową grupę ludzi, która miała dokonać akcji bojowej[2].